# Synaptula
Genre
Synaptula est un genre de concombres de mer de la famille des Synaptidae. 

## Description et caractéristiques
Ce genre est l'un des plus diversifiés de sa famille, encore mal compris, et les espèces y sont assez difficiles à déterminer du fait d'une grande polymorphie chromatique au sein même des espèces (ainsi qu'entre les espèces) - c'est d'ailleurs plutôt la constance chromatique des autres genres de la famille qui sert pour les distinguer (le plus proche étant Opheodesoma). Ces holothuries passent généralement le plus clair de leur vie sur des éponges, dont elles sont symbiotiques, de jour comme de nuit. 
L'espèce la plus « célèbre » dans les récifs de corail de l'Indo-Pacifique est Synaptula lamperti, mais ce nom est souvent attribué à tort à d'autres espèces de ce genre, notamment sur internet. 
Toutes les espèces ont entre 10 et 13 tentacules (munis de 4 à 30 digitations), sauf H. hydriformis et H. reciprocans qui peuvent monter jusqu'à 12 ou 15. 
Certaines espèces ont une coloration unie, et d'autres tachée (par exemple H. recta, psara, denticulata) ou variable. Synaptula violacea est uniformément violette, Synaptula ater est violette sombre avec 5 bandes blanches, Synaptula rosea est rouge pâle, Synaptula albolineata est vert-de-gris avec 5 lignes blanches, Synaptula alba est uniformément blanche (comme certaines formes de Synaptula lamperti), Synaptula bandae est grise avec 5 lignes pourpres (comme certaines formes de Synaptula lamperti), Synaptula maculata est rougeâtre tachée de brun parfois en bandes, Synaptula reticulata est colorée suivant un réseau pourpre, les tentacules violets, Synaptula media est rose parcourue de grosses lignes longitudinales pourpres foncées... 
La taille (bien que variant avec l'âge) peut aussi être un facteur. D'après Heding : 
- petites espèces : S. alba est donnée à 8 cm, S. jolensis à 5 cm, S. tualensis entre 6 et 8 cm, S. nereiensis 2 cm, S. hydriformis entre 5 et 10, rarement 15 cm, comme S maculata et S. lamperti, S. rosetta 3 cm, S. reticulata entre 1 et 4 cm, S. lactea entre 4 et 10 cm, S. minima 1 cm
- espèces moyennes : S. rosea environ 13 cm, S. albolineata environ 20 cm, comme S. virgata (mais jusqu'à 35 cm pour la forme aspera), S. denticulata à 6-8 et rarement jusqu'à 20 cm, S. ater environ 16 cm
- grandes espèces : S. recta de 30 à 40 cm, S. psara et S. madreporica autour de 30 cm

S. reciprocans mesure entre 6 et 12 cm dans le Pacifique selon Heding, mais dépasse 40 cm en mer Rouge et Méditerranée.
Dans l'océan Indien, on ne connaît que Synaptula mortensenii et Synaptula varians, ainsi que Synaptula reciprocans en Mer Rouge ; cette dernière est également la seule espèce présente en Méditerranée (par invasion lessepsienne), et deux seules espèces atlantiques sont Synaptula hydriformis (Caraïbes) et Synaptula secreta (Brésil). 
De nombreuses espèces autrefois bien délimitées par leur patron de coloration ont depuis été placées en synonymie, souvent avec Synaptula lamperti. D'après Gustav Paulay, celle-ci serait elle-même une variante de couleur de S. reticulata. 

## Liste des espèces
Selon World Register of Marine Species (7 juillet 2014) :
- Synaptula alba Heding, 1928 -- Indonésie
- Synaptula albolineata Heding, 1928 -- Indonésie
- Synaptula ater Heding, 1928 -- Pacifique ouest
- Synaptula bandae Heding, 1928 -- Indonésie
- Synaptula denticulata Heding, 1928 -- Nord de l'Australie
- Synaptula hydriformis (Lesueur, 1824) -- Caraïbes
- Synaptula indivisa (Semper, 1867) -- Indo-Pacifique central
- Synaptula jolensis Heding, 1928 -- Pacifique
- Synaptula lactea (Sluiter, 1887) -- Nord de l'Australie et Indonésie
- Synaptula lamperti Heding, 1928 -- Indo-Pacifique central
- Synaptula macra (H.L. Clark, 1938) -- Nord de l'Australie et Mélanésie
- Synaptula maculata (Sluiter, 1887) -- Mer de Chine
- Synaptula madreporica Heding, 1928 -- Mer de Chine
- Synaptula media Cherbonnier & Féral, 1984 -- indo-Pacifique central et Mélanésie
- Synaptula minima Heding, 1928 -- Pacifique
- Synaptula mortensenii Heding, 1929 -- Zanguebar
- Synaptula neirensis Heding, 1928 -- Indonésie
- Synaptula psara (Sluiter, 1887) -- Indonésie
- Synaptula reciprocans (Forskål, 1775) -- Mer Rouge et Méditerranée par invasion
- Synaptula recta (Semper, 1867) -- Indo-Pacifique (Nord de l'Australie et de la mer d'Andaman aux Philippines)
- Synaptula reticulata (Semper, 1867) -- Indo-Pacifique central
- Synaptula rosea Heding, 1928 -- Nord de l'Australie
- Synaptula rosetta Heding, 1928 -- Pacifique
- Synaptula secreta Ancona Lopez, 1957 -- Brésil
- Synaptula spinifera Massin & Tomascik, 1996 -- Îles Derawan
- Synaptula tualensis Heding, 1928 -- Indonésie et Philippines
- Synaptula varians (Nair, 1946) -- Baie du Bengale
- Synaptula violacea Heding, 1928 -- Indonésie
- Synaptula virgata (Sluiter, 1901) -- Indonésie

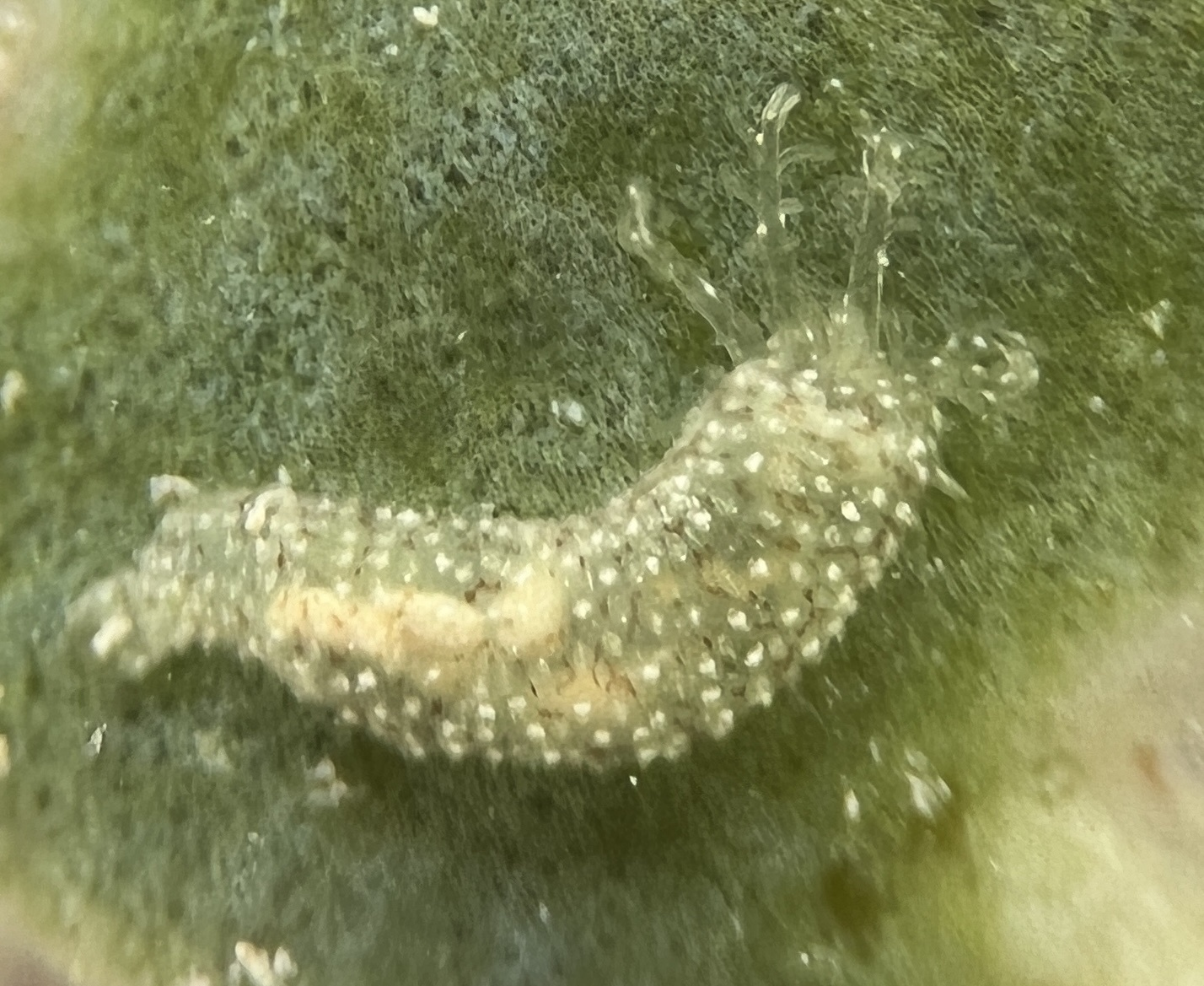
Synaptula hydriformis
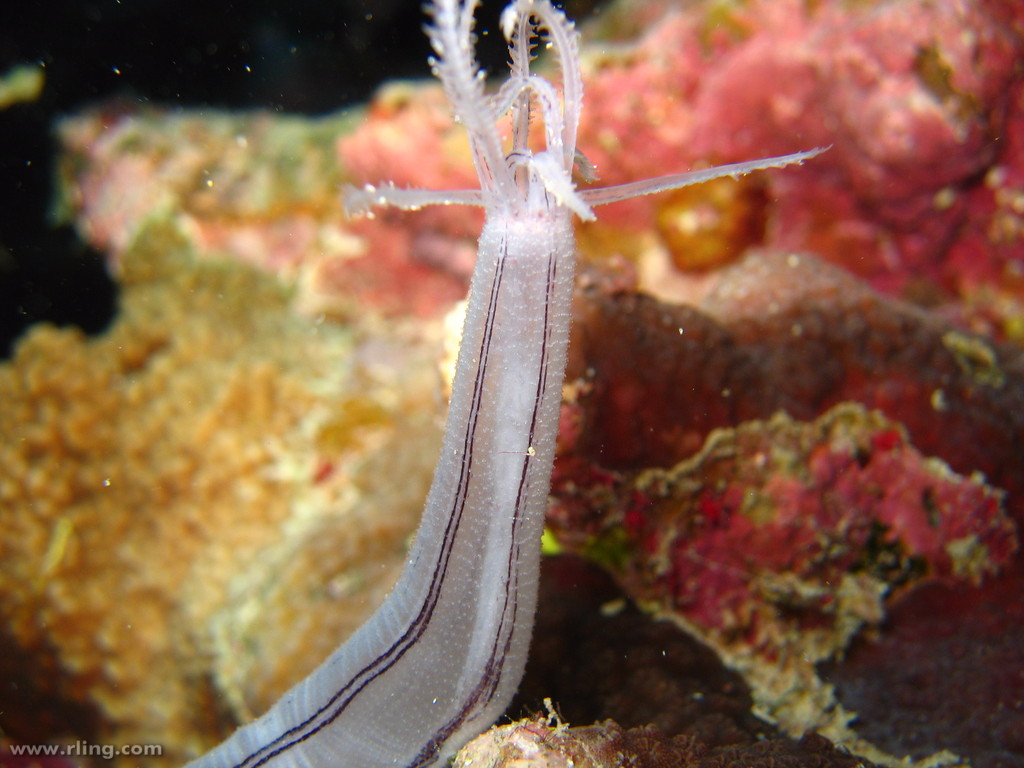
Gros plan sur les tentacules buccaux d'un Synaptula lamperti
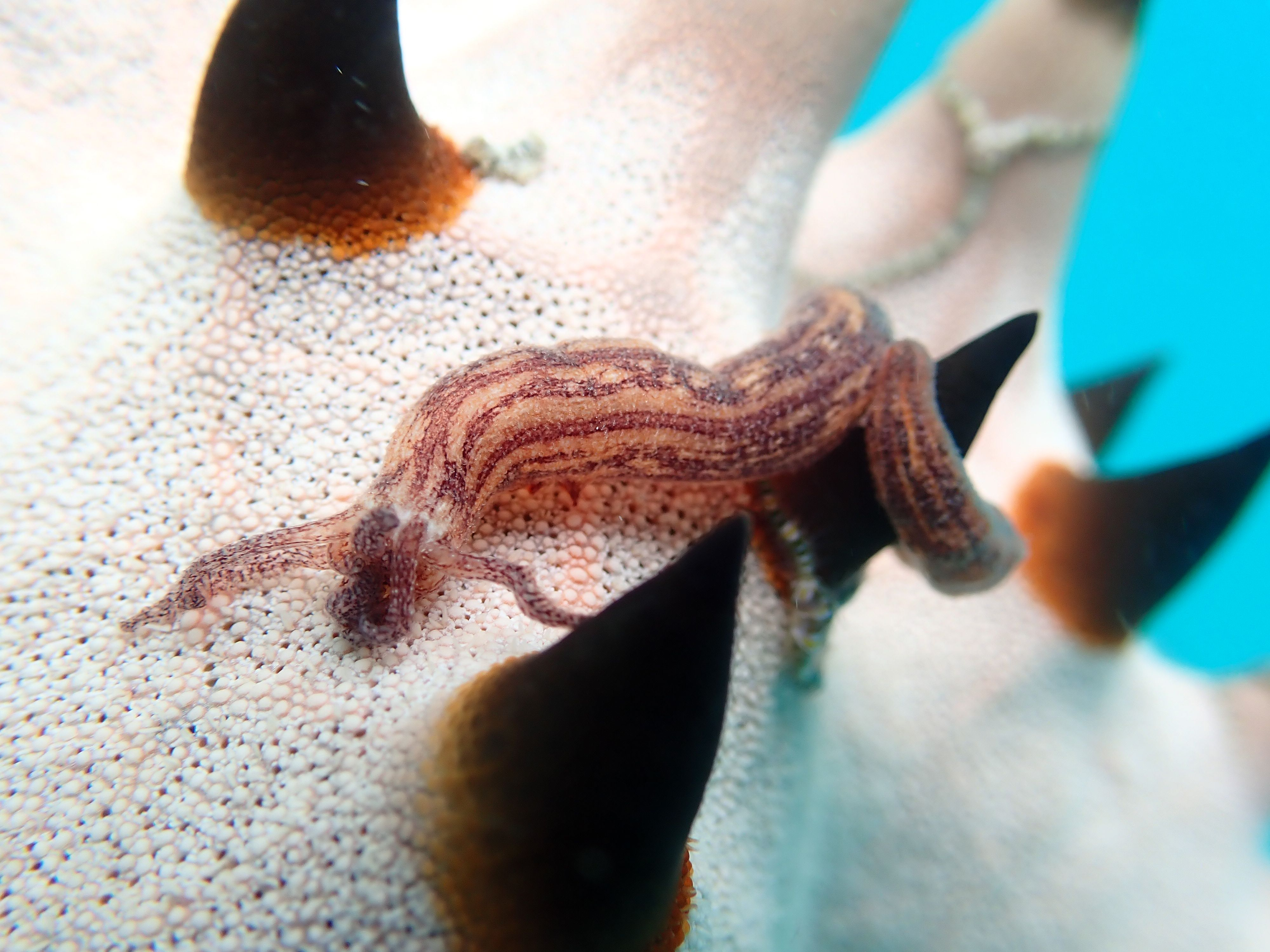
Synaptula media
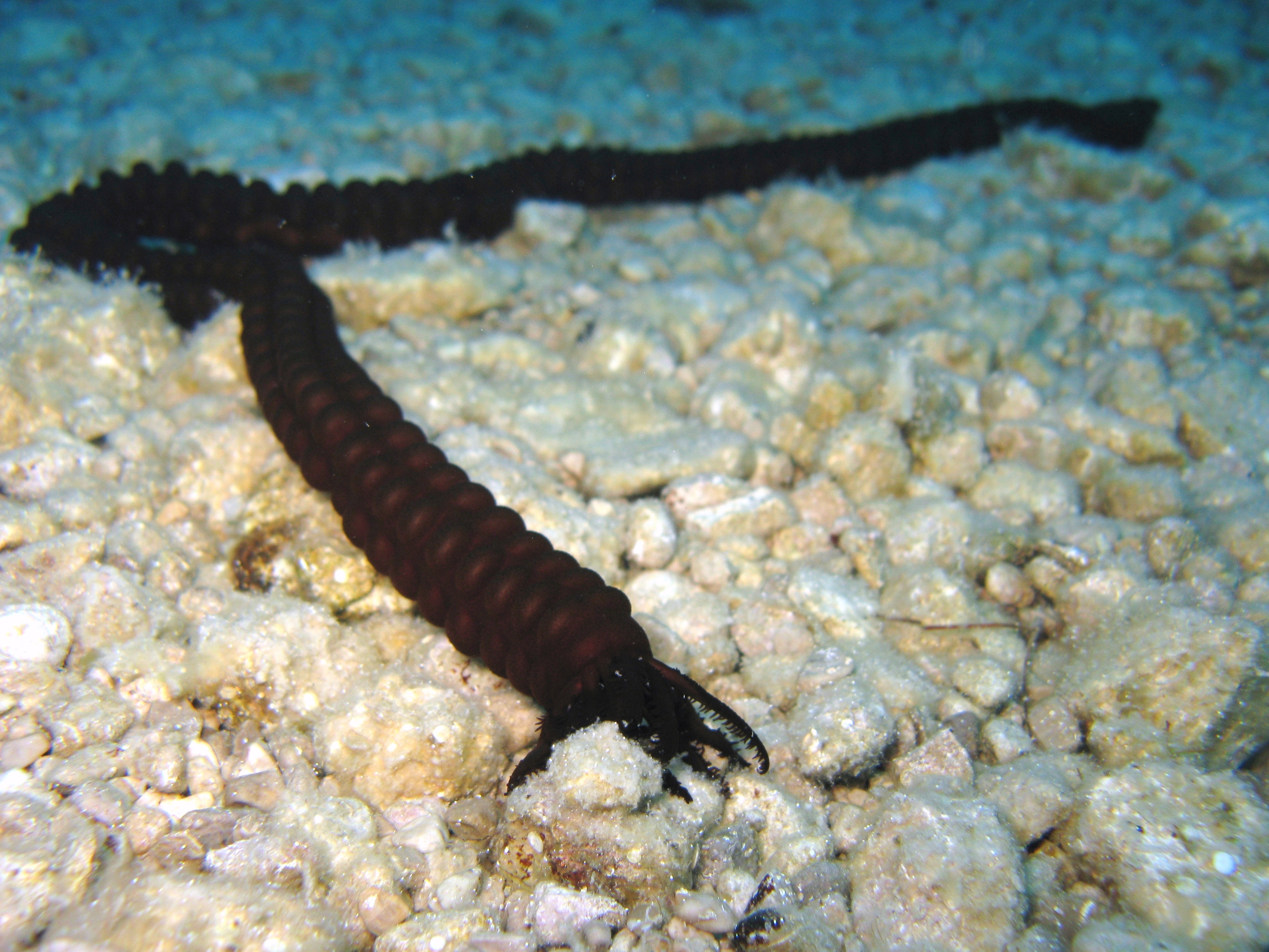
Synaptula reciprocans
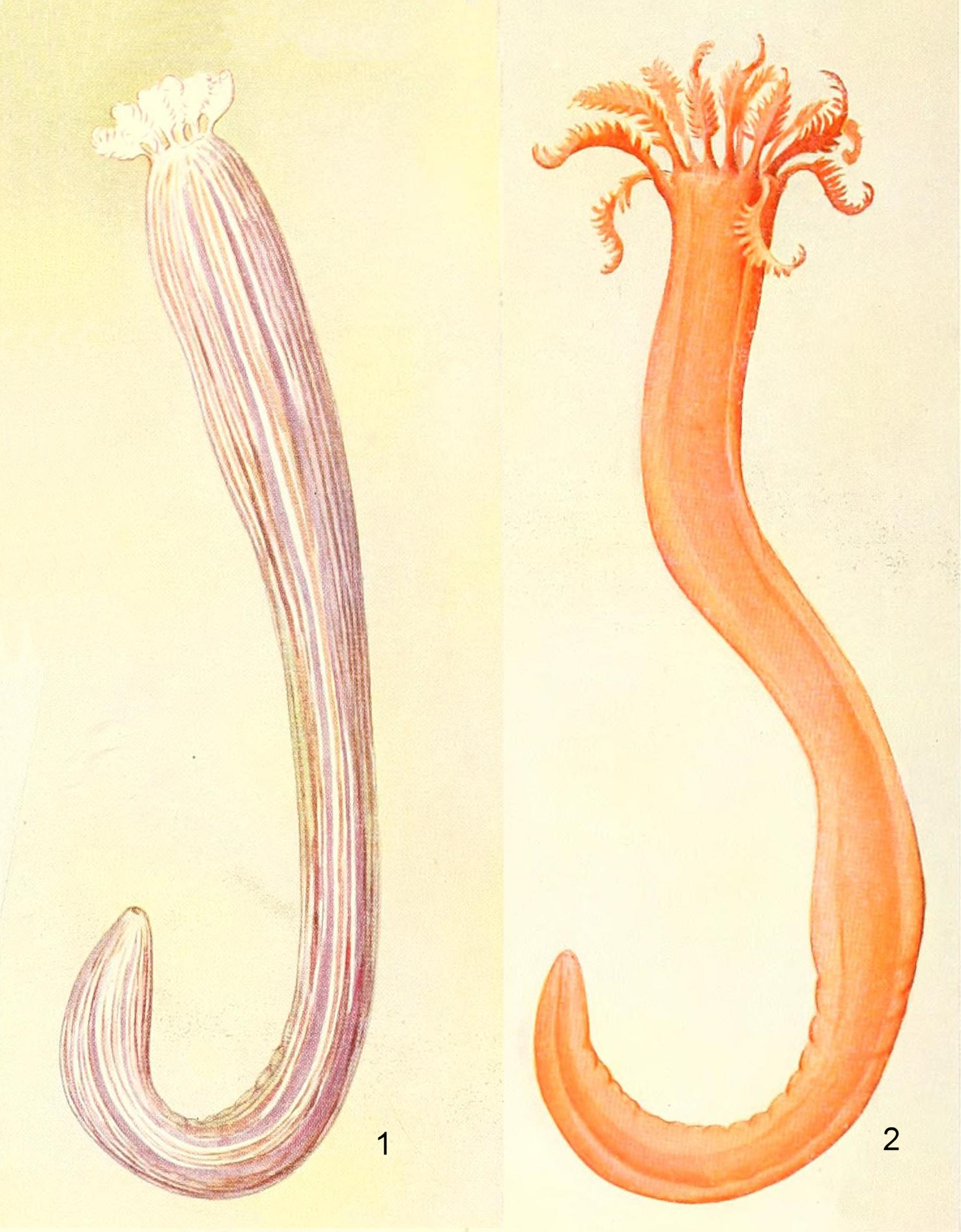
Synaptula recta

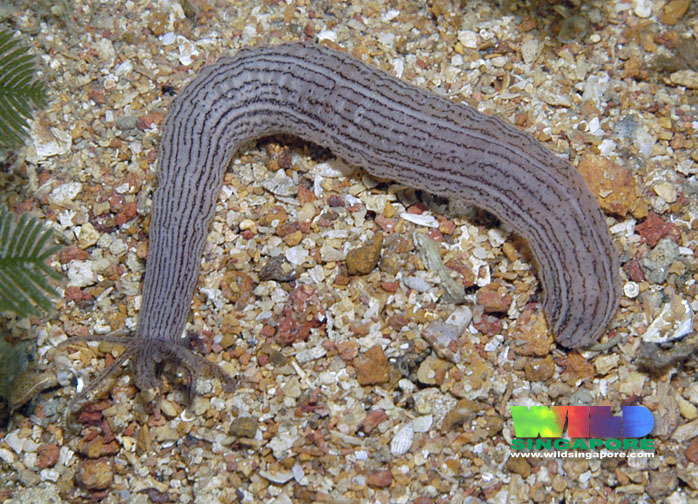
Une Synaptula non identifiée à Singapour.
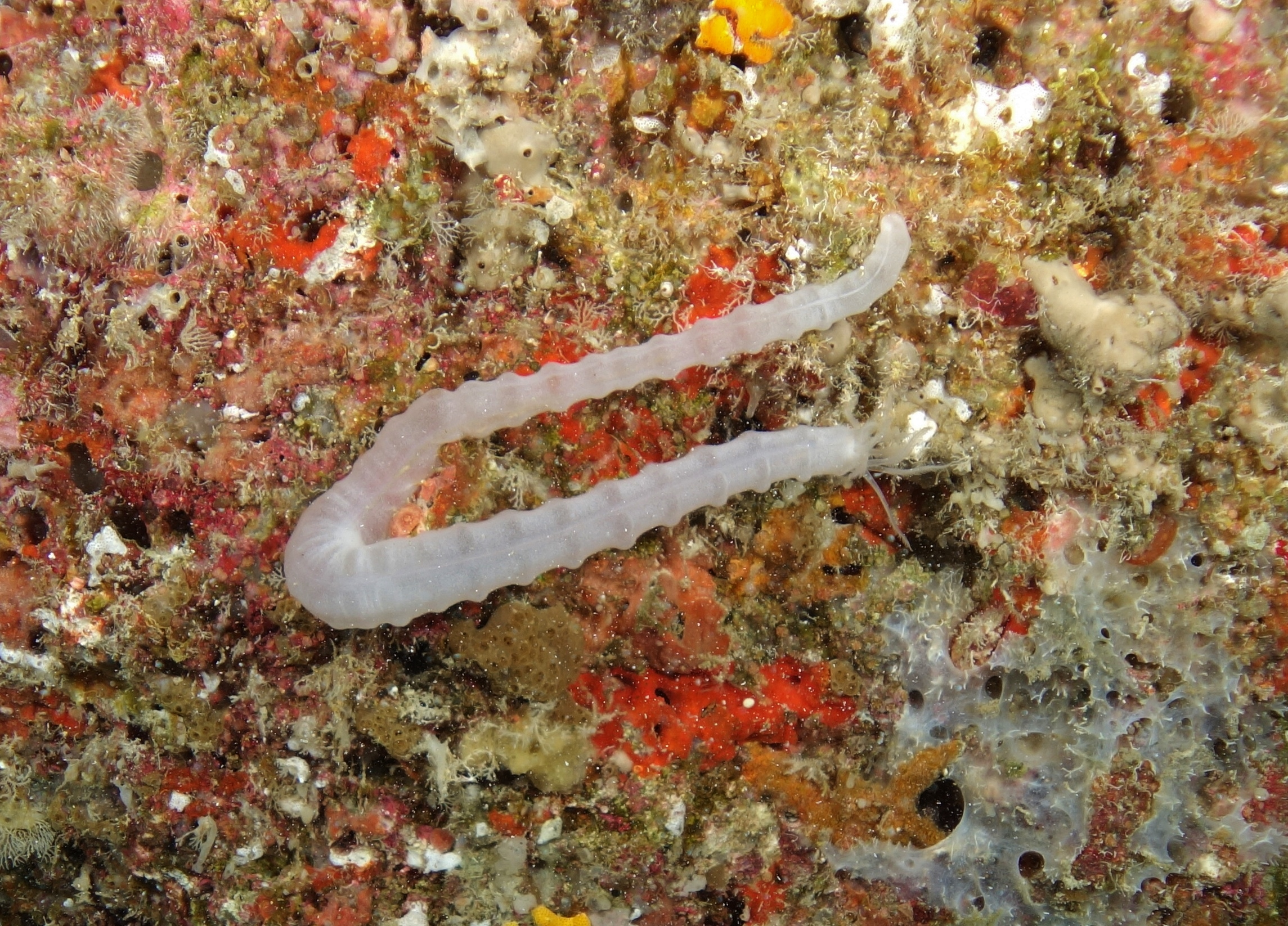
Aux Maldives
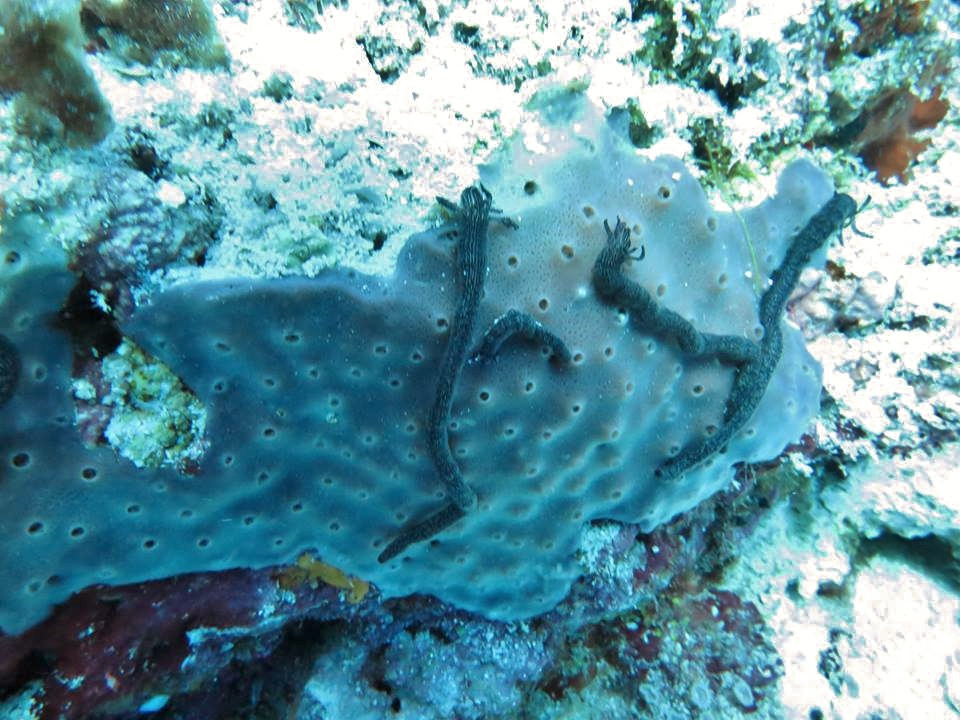
Autre forme aux Maldives
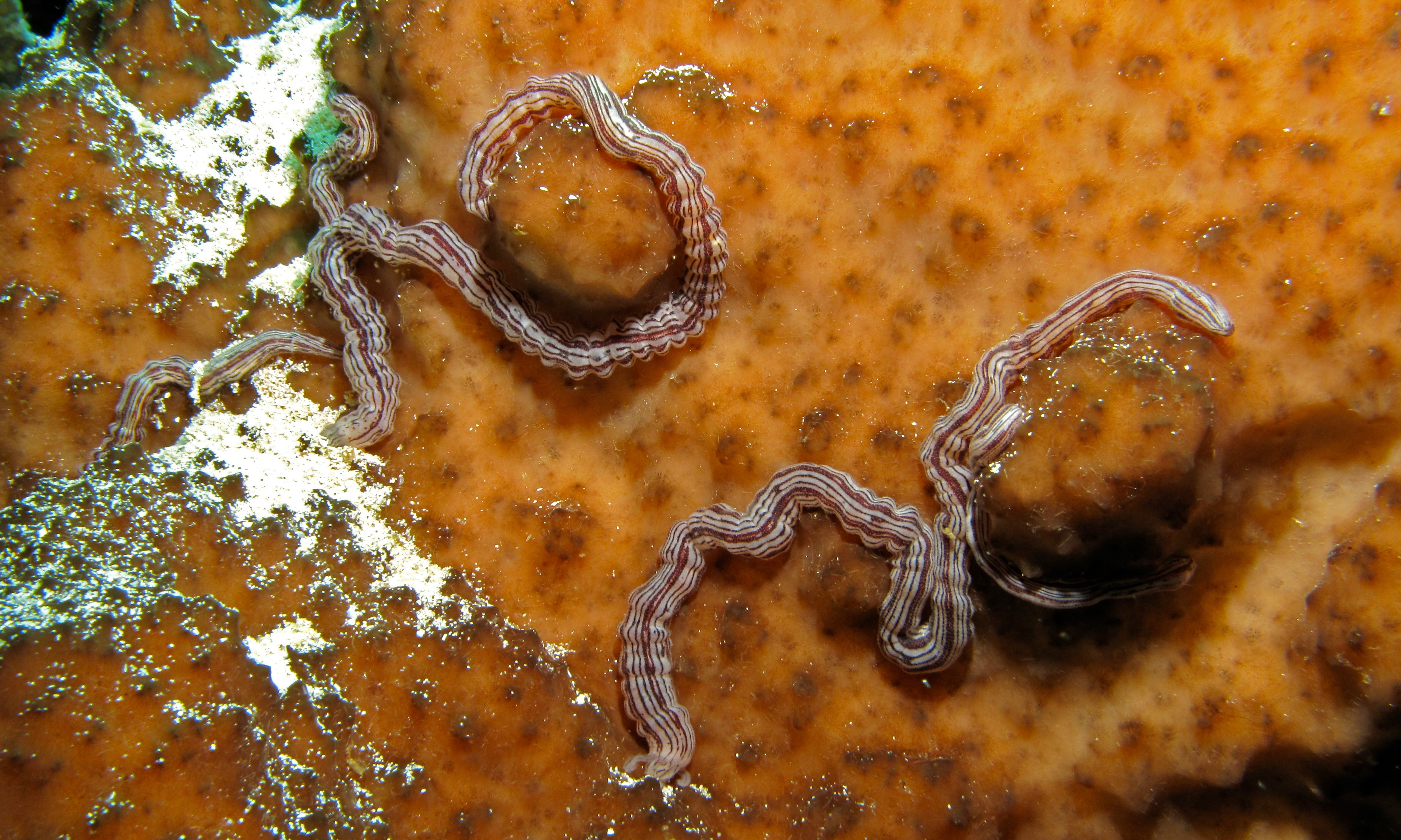
En Indonésie
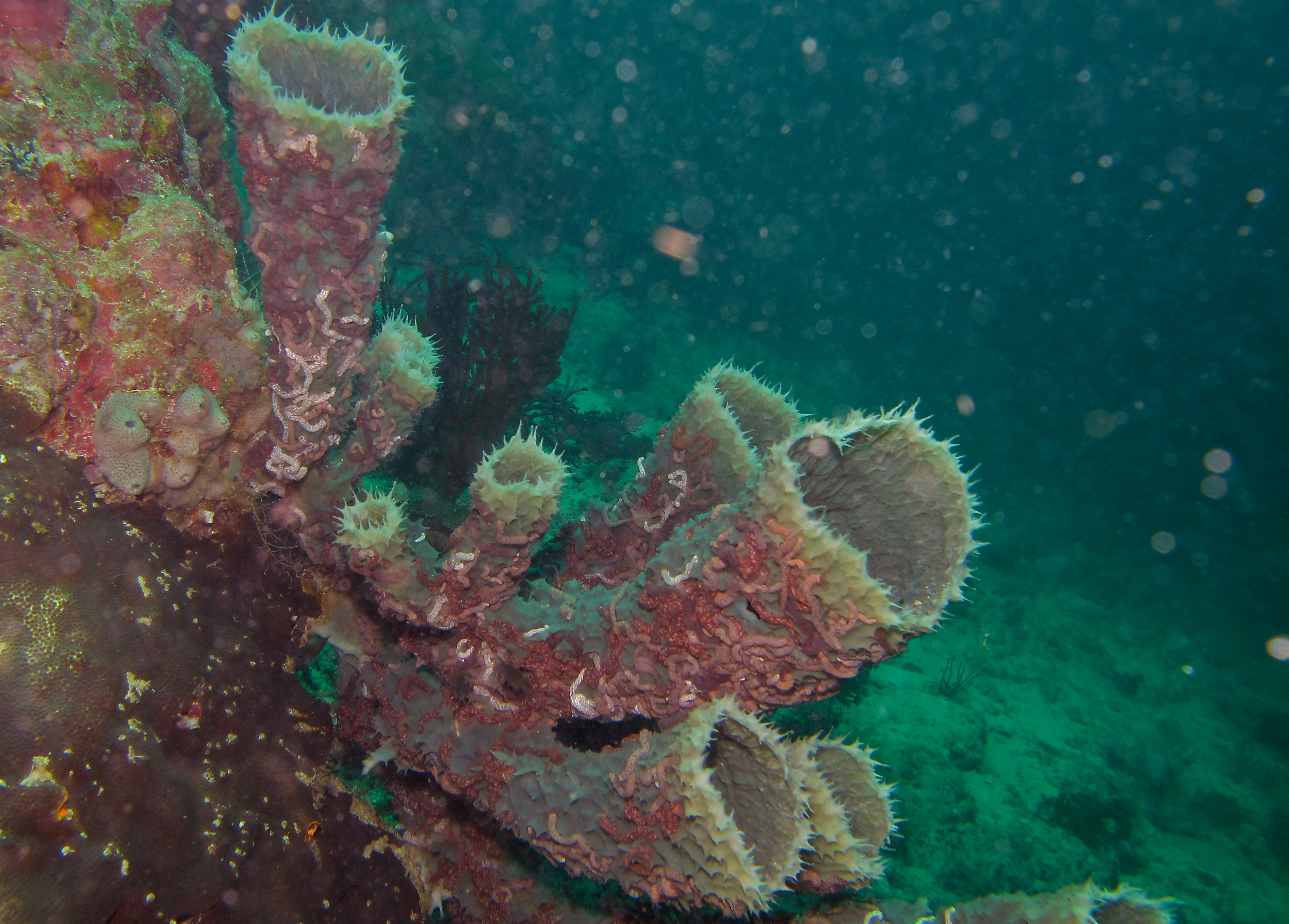
En Malaisie
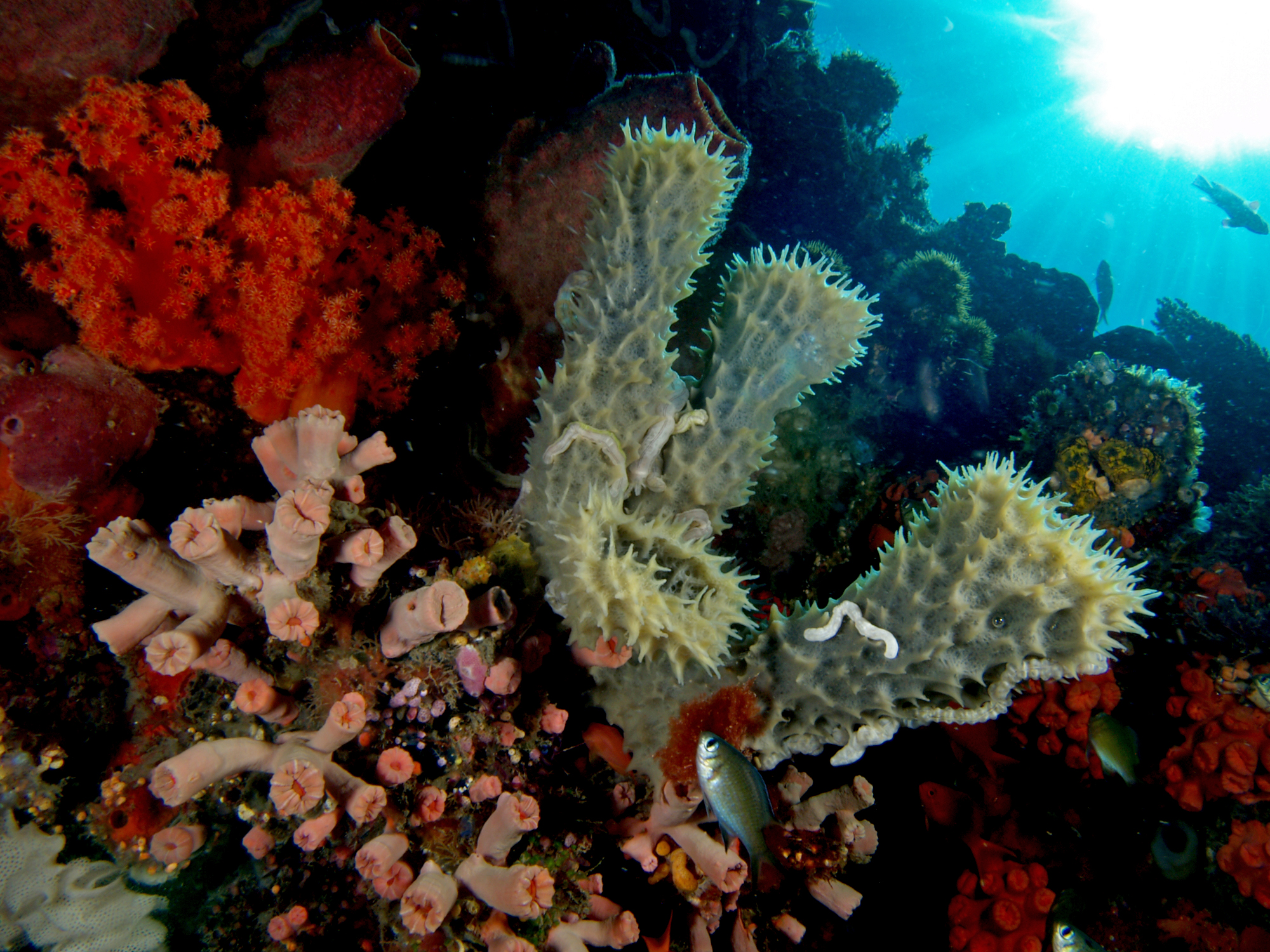
Au Timor